# Sara Jay
Sara Jay (Cincinnati, 14 novembre 1977) è un'attrice pornografica e regista statunitense.

## Biografia
Da ragazza, mentre frequentava psicologia al college, lavorava come spogliarellista per pagarsi gli studi. Trasferitasi a Las Vegas, nel 2001 è entrata nell'industria pornografica girando la sua prima scena 18 and Eager 6.  Ha, inoltre, intrapreso la carriera come regista pornografica, dirigendo 8 scene per la sua casa di produzione, la Wyde Syde Productions.
Nel 2017 è stata inserita nella Hall of Fame dagli AVN Awards.

## Riconoscimenti
- AVN Awards
  - 2015 – Candidatura per Best Porn Star Website
  - 2015 – Candidatura per Fan Award: Hottest Ass
  - 2015 – Candidatura per Fan Award: Social Media Star
  - 2016 – Candidatura per Best Porn Star Website
  - 2016 – Candidatura per Fan Award: Hottest MILF
  - 2017 – Candidatura per Fan Award: Web Queen
  - 2017 – AVN Hall of Fame- Video Branch[5]
- Nightmoves
  - 2012 – Candidatura per Best Boobs
  - 2012 – Candidatura per Best Social Media Star
  - 2013 – Candidatura per Best Boobs
  - 2013 – Candidatura per Best Social Media Star
  - 2014 – Candidatura per Best Boobs
- Nightmoves Fan Awards
  - 2014 – Candidatura per Best Boobs
- The Fannys
  - 2013 – Candidatura per MILF Performer of the Year
  - 2013 – Thirsty Girl (Best Oral)
  - 2014 – Candidatura per Thirsty Girl (Best Oral)

## Filmografia
- Big Tit P.O.V. (2005)
- Mega Tits # 9 (2007)
- POV Jugg Fuckers 1 (2008)
- Monster Tits # 4 (2009)
- Titty Creampies 1 (2012)